# Kim Jong-nam
Kim Jong-nam (* 10. Mai 1971 in Pjöngjang, Nordkorea; † 13. Februar 2017 in Sepang, Malaysia) war der älteste Sohn von Kim Jong-il, dem ehemaligen Machthaber von Nordkorea. Seine Mutter war Song Hye-Rim, die zweite Frau Kim Jong-ils.

## Leben
Kim Jong-nam soll Anfang 2000 in Ungnade gefallen sein. Er machte 2001 Schlagzeilen, als er, angeblich auf dem Weg ins Tokioter Disneyland, mit einem gefälschten Pass der Dominikanischen Republik in Japan aufgegriffen wurde. Medienberichten zufolge lebte Kim seitdem in Macau. Dort soll er laut dem Bericht einer japanischen Zeitung im Juni 2009 um politisches Asyl gebeten haben, nachdem am 3. April des Jahres in Pjöngjang zahlreiche Menschen aus seinem Umfeld verhaftet worden waren.
Lange wurde vermutet, dass Kim Jong-nam einst die Nachfolge seines Vaters als Staatschef antreten werde. 2009 mehrten sich jedoch Anzeichen dafür, dass Kim Jong-il seinen jüngsten Sohn Kim Jong-un als Nachfolger aufbauen wollte. Nachdem sich dies Ende September 2010 bestätigt hatte, soll Kim Jong-nam im Oktober 2010 die „Erbdynastie“ der Kims in Frage gestellt haben. In dem 2012 erschienenen Buch „Mein Vater Kim Jong-il und ich: Kim Jong-nams exklusive Geständnisse“ des japanischen Journalisten Yōji Gomi der Zeitung Tōkyō Shimbun wurde Kim Jong-nam mit kritischen Äußerungen über Nordkorea zitiert. Sein jüngerer Halbbruder sei nur eine Symbolfigur der Machteliten. Nordkorea sei ein instabiles System und Wirtschaftsreformen wie in der Volksrepublik China seien notwendig.
Laut Berichten hatte er sechs Kinder von verschiedenen Frauen, darunter Kim Han-sol.

## Anschlag
Am 13. Februar 2017 wurde Kim Jong-nam vom Flughafen Kuala Lumpur in Malaysia wegen Unwohlseins ins örtliche Putrajaya Hospital gebracht und starb dort kurz nach der Ankunft. Ihm sei eine Flüssigkeit ins Gesicht gespritzt worden, hatte er dem Flughafenpersonal erklärt.
Der Direktor der Abteilung Strafverfolgung der Polis Diraja Malaysia gab zunächst an, dass es noch kein Anzeichen für einen Mordanschlag gebe. Später, am 14. Februar, verhaftete die Polizei jedoch auf dem Flughafen Kuala Lumpur eine 28-Jährige mit einem vietnamesischen Pass. Am 15. Februar wurde darauffolgend eine weitere Frau mit indonesischem Pass verhaftet. Zwei Tage später nahm Malaysias Polizei einen nordkoreanischen Mann fest und schrieb drei weitere zur Fahndung aus. Eine der Frauen soll zum Anschlag verleitet worden sein, indem ihr vorgetäuscht wurde, dies sei ein Scherz mit versteckter Kamera. Malaysias Polizei ging jedoch nach einer Video-Auswertung davon aus, dass die Frauen wussten, dass sie mit Gift hantierten, als sie Kim angriffen. In einer Presseerklärung teilte sie am 22. Februar mit, die Frauen hielten die Hände vom Körper fern und reinigten nach dem Angriff sofort in einem Waschraum ihre Hände.
Eine Obduktion der Leiche am 14. und 15. Februar 2017 im Kuala Lumpur General Hospital versuchten Diplomaten Nordkoreas zu verhindern, doch fand man hierbei in Gewebeproben des Gesichtes und der Augen des Toten Rückstände des Nervenkampfstoffs VX, der aufgenommen in wenigen Minuten zum Tod führen kann. Auch eine der verhafteten Frauen habe Symptome einer VX-Vergiftung gezeigt.
Nordkorea bestritt offiziell jede Beteiligung an dem Vorfall. Anfang März 2017 kam es zu einer diplomatischen Krise zwischen beiden Staaten. Die jeweiligen Botschafter wurden des Landes verwiesen. Sowohl Malaysia als auch Nordkorea verhängten ein Ausreiseverbot für Staatsangehörige des anderen Landes.
Kim Jong-nams Leiche wurde Ende März 2017 nach Nordkorea überführt. Gemäß einem Abkommen wurde mehreren Nordkoreanern gestattet, das Land zu verlassen. Im Gegenzug war neun Bürgern Malaysias die Ausreise aus Nordkorea erlaubt worden.
Ein Polizist sagte am 12. Oktober 2017 in Malaysia vor Gericht aus, dass Bilder einer Überwachungskamera zwei Männer zeigen, die den Frauen vor dem Anschlag eine Flüssigkeit gaben. Ein dritter Mann werde verdächtigt, die zwei Frauen angeheuert zu haben. Ein vierter soll einen der Männer im Flughafen beauftragt haben.
Ein Artikel am 1. Dezember 2017 nennt die Namen der zwei angeklagten Frauen und dass der Verteidiger von einer der beiden die Aussage einer malaysischen Giftexpertin wiedergab. Demnach sei bei Kim Jong-nam eine Flasche mit 12 weißen Atropin-Tabletten gefunden worden. Atropin kann als „Gegengift“ gegen VX eingenommen werden, dient jedoch etwa auch zur Behandlung von Magenkrämpfen.
Die Vorwürfe gegen die beschuldigte Indonesierin Siti Aisyah wurden Anfang März 2019 fallengelassen und die Frau aus der Haft entlassen.
Anfang April 2019 wurde der Vorwurf des Mordes gegen die beschuldigte Vietnamesin Doan Thi Huong nicht weiter verfolgt. Sie wurde wegen vorsätzlicher Körperverletzung zu drei Jahren und vier Monaten Haft verurteilt. Nach Verbüßung von zwei Jahren Untersuchungshaft wurde sie im Mai 2019 aus der Haft entlassen, wodurch die vermutete Ermordung Kim Jong-nams ungeklärt blieb.
Im Juni 2019 berichtete das Wall Street Journal, dass Kim Jong-nam ein Informant der CIA war.